# Ecologia cognitiva
O termo Ecologia Cognitiva, apresentado por Pierre Lévy em seu livro Tecnologias da Inteligência (1998), foi baseado nas ideias de Gregory Bateson (1991) sobre a ecologia da mente e de Pierre-Félix Guattari, que também apresenta este termo em seu livro As três ecologias (1989).
A ecologia cognitiva constitui um espaço de agenciamentos, de pautas interativas, de relações constitutivas, no qual se definem e redefinem as possibilidades cognitivas individuais, institucionais e técnicas. E é neste espaço de agenciamentos que são conservadas ou geradas as formas de conhecer, de aprender, de pensar, de constituir novas tecnologias e instituições. Visto que ecologia aponta para existência de relações, interações, diálogos entre diferentes organismos, vivos ou não vivos, enquanto a palavra cognitiva indica a relação com um novo conhecimento. Desta forma, a ecologia cognitiva deve envolver uma nova dinâmica de relações entre sujeitos, objetos e meio ambiente, que propiciem outras formas de perceber e entender os processos de construção do conhecimento.
Para Lévy, esta é a disciplina que estuda sistematicamente a tecnologia informática na organização social da humanidade. Ela visa estudar as dimensões técnicas e coletivas da cognição (processos através dos quais os indivíduos produzem conhecimento).

## Porque pensar nisso?
No primeiro parágrafo de seu livro, Lévy declara: "Novas maneiras de pensar e de conviver estão sendo elaboradas no mundo das telecomunicações e da informática. As relações entre os homens, o trabalho, a própria inteligência dependem, na verdade, da metamorfose incessante de dispositivos informacionais de todos os tipos. Escrita, leitura, visão, audição, criação, aprendizagem são capturados por uma informática cada vez mais avançada. Não se pode mais
conceber a pesquisa científica sem uma aparelhagem complexa que redistribui as antigas divisões entre experiência e teoria. Emerge, neste final do século XX, um conhecimento por simulação que os epistemólogos ainda não inventaram".
Esse novo estilo de humanidade está sendo moldado neste exato momento, e temos consciência de que esta mudança está ocorrendo. Mudanças tão radicais ocorreram anteriormente em duas ocasiões. Primeiramente com a oralidade e posteriormente com a escrita. A informática se apresenta como o terceiro grande tempo da ecologia cognitiva. Com o entendimento destas mudanças, poderemos conceber a verdadeira integração da informática na escola, abandonando o hábito milenar de uma escola onde unicamente existe um mestre ditando o conhecimento dia após dia. Esta integração deve se dar não apenas na inserção de computadores em sala de aula, mas também com a utilização de maneira correta dos recursos cognitivos positivos proporcionados pela informática.
Tudo isso, segundo Lévy, deve culminar em uma tecnodemocracia que poderá ser inventada apenas na prática. 

## Hipertexto
O funcionamento de nosso cérebro, remete a uma rede de conceitos onde, por exemplo, ao ouvir uma palavra, fazemos inúmeras associações desta com seus possíveis significados. O significado desejado é escolhido através do contexto, ou seja da associação desta palavra com os outros termos da frase.  Um hipertexto no ponto de vista funcional é um tipo de programa que auxilia na organização de conhecimentos ou dados, onde links são estabelecidos entre palavras, imagens, gráficos, sons, etc. de forma que um único elemento pode conter uma enorme explicação sobre ele. Neste contexto, os hipertextos nos apresentam uma forma de cognição ágil, instantânea, seletiva e tão detalhada quanto necessária. Essa nova forma de cognição só ficou acessível após a invenção da informática e sua popularização com o computador pessoal, na Apple.
É sabido, de estudos de ergonomia e psicologia cognitiva que assimilamos melhor conhecimentos que puderam ter sua macroestrutura conceitual deduzida pelos leitores. Neste sentido os hipertextos auxiliam a retenção do conhecimento na medida que compreendemos e organizamos os conteúdos de acordo com relações espaciais. 
Em uma esfera simplificada, podemos inserir um groupware como uma evolução do hipertexto. Groupware é basicamente uma rede que conecta um grupo de trabalho através do qual cada usuário pode dar sua opinião escrita, após visualizar o tema e a opinião de seus colegas, diminuindo o tempo necessário para a tomada de uma decisão em uma reunião formal. Este esquema auxilia nossa memória de curto prazo e propicia a formatação de argumentos utilizados na tomada da decisão, onde esta será independente do poder de convencimento de um interlocutor em uma cultura oral, por exemplo. Um bom exemplo de groupware é a própria Wikipédia.

## Performance cognitiva e a relação homem máquina
Lévy busca, ao final do livro mostrar que a ecologia cognitiva atual esta interligada com as tecnologias intelectuais que determinada cultura dispõe. Isso cria um coletivo sujeito/objeto. Neste sentido, a interface é um fator determinante na performance de transmissão do conhecimento (ou cognição). No caso da informática, segundo Douglas Engelbart, por muito tempo os informatas foram especialistas em máquinas, sem se dar conta de que era importante deslocar a ênfase do objeto (computador, programa, etc.) para o projeto (o ambiente cognitivo, a rede de relações humanas que se quer instituir). Engenheiros do conhecimento devem ser acionados para estabelecer a evolução sociotécnica,  afinal o projeto da interface do software com o usuário altera a ecologia cognitiva.
Sobre interfaces de uma maneira geral, Lévy destaca que cada nova interface permite novas conexões que vão abrir novas possibilidades. Cada tecnologia intelectual possui a sua rede de interfaces que faz a conexão a mente humana. 

## Os três tempos
Podemos separar as formas de cognição em três tempos construídos pela humanidade. A distinção da humanidade perante os animais se dá devido à memória proporcionada pela linguagem. A linguagem e a técnica contribuem para produzir e modular o tempo, que flui em sentido único.

### Oralidade primária
Tem nas histórias contadas geração após geração, sua única forma de armazenamento do conhecimento. Devido a processos cognitivos já estudados, a memória não permite uma reconstituição cem por cento fiel da informação (até em casos de testemunhas criminais, ocorrem alterações nas versões independentemente da honestidade da testemunha). Há duas formas cognitivas principais, a baseada na repetição, que estimula a memória de curto prazo e a baseada em representações que estimula a memória de longo prazo. Nesse tempo, representações codificadas em narrativas dramáticas, com apelo emocional e uma história agradável de ser ouvida tem mais chance de perdurar.
Se quiséssemos fazer uma analogia para a forma do tempo nessas sociedades, esta seria um círculo, afinal toda informação tem de ser repetida geração após geração.

### Escrita
Através dela desenvolveu-se a agricultura, por exemplo, como forma de especular as estações do ano. Posteriormente permitiu que o estado organizasse a gestão dos grandes domínios agrícolas, da corveia e dos impostos. Este tipo de comunicação elimina a mediação humana da oralidade, que adaptava e traduzia as mensagens de outro tempo ou lugar. Agora criam-se as interpretações e com isso as diferentes escolas, afinal os leitores podem virem em contextos sociais diferentes do autor do texto.
No ramo da ecologia cognitiva, podemos destacar a mudança causada no cérebro das pessoas que são alfabetizadas. Em uma pesquisa com uma sociedade puramente oral, as crianças não conseguem distinguir a palavra "lenha" do seguinte grupo: "Serra, lenha, machado e plaina". Isso indica que culturas letradas tendem a organizar o conhecimento em categorias, percebendo assim, que lenha não pertence ao grupo "ferramentas". Isso mostra o papel da aprendizagem escolar e do alfabeto no raciocínio lógico dos indivíduos. 
Na analogia para a forma do tempo, o círculo é quebrado e passa a existir uma linearização do tempo, ou seja, uma história.
Outro avanço importante desse tempo, foi a impressão que deu origem a um novo ambiente cognitivo que coloca a escrita como um eco. Com ela passou a ser possível, por exemplo, comparar grandes séries de números, eliminando possíveis erros que ocorrem na transcrição de dados quando o fizemos "n" vezes, e propiciando a revolução científica.

### Informática
Nesse tempo, a digitalização conecta o cinema, a radiotelevisão, o jornalismo, a edição, a música, as telecomunicações e a informática. Através das camadas externas dos softwares, usuários tem acesso a uma evolução cultural e das atividades cognitivas devido a cultura informático-mediática. Passa a existir então, uma forma dinâmica de buscar o conhecimento, o qual fica armazenado de forma fiel e em grandes quantidades em mídias digitais. Conforme já descrito anteriormente, a cognição humana é beneficiada pelo uso de imagens, sons, esquemas e hipertextos e isso é simplificado graças à informática. Isso acarreta em uma melhora na memória de trabalho.
Em seu caráter mais geral, a informática não visa armazenar os trabalhos como a escrita. Ela busca viabilizar a consulta seletiva de dados dentro de uma enorme quantidade deles. O conteúdo de um banco de dados é utilizado, mas não é lido propriamente dito. E provavelmente nunca será lido ou reinterpretado como os textos do passado. 
Essa condensação no presente, faz com que a analogia para a forma do tempo passe a ser uma explosão cronológica de um tempo pontual.
Seguindo o estudo da informática no tempo real, Lévy aponta outro ponto positivo da informática nos processos cognitivos, a simulação. A manipulação de parâmetros em CAD, elementos finitos, modelos financeiros, etc. dão aos usuários uma espécie de intuição de todas as circunstâncias possíveis e esse é o benefício cognitivo. Este conhecimento adquirido por simulação difere do conhecimento teórico, da experiência prática e do acúmulo via tradição oral, ou seja, é sem dúvida um novo gênero de saber.

## Rumo a uma ecologia cognitiva
Dan Sperber propôs uma analogia. Sejam as imagens, os enunciados e as ideias os vírus de um sistema biológico, que se propagam entre a mente das pessoas e habitam o pensamento. Cada ideia deve ser transformada em imagens para ser transmitida. Nesta representação uma cultura identificar-se-ia como uma distribuição de representações em uma dada população e o meio ecológico de transmissão dessas representações, seria alterado pela inclusão da escrita e da informática. Representações como listas ou tabelas numéricas passam a ser possíveis de armazenar além de ser possível processar estas informações que passam a viabilizar simulações, por exemplo.
Esta analogia da epidemiologia das representações apenas da conta dos conhecimentos declarativos, sem se preocupar com os conhecimentos procedurais que auxiliam na formação de culturas, demonstrando um ponto ao qual a ecologia cognitiva deveria se preocupar. 
A cultura é um equipamento cognitivo que se apresenta através da língua, dos conceitos, das analogias, das imagens, etc. todas vindas de uma coletividade que evita que tenhamos que inventá-las por conta própria. De maneira análoga, regras jurídicas ou administrativas, divisão do trabalho, estrutura hierárquica das organizações economizam atividade intelectual dos indivíduos. Se instituir equivale a classificar, arrumar, ordenar, construir é claro que a escrita e a informática são instituições que fundam nossas atividades cognitivas pois são tecnologias intelectuais
É proposto por Lévy, que todos objetos influenciam na rede de comunicação. As técnicas agem sobre a ecologia cognitiva de duas formas: diretamente (transformando a rede metassocial) ou indiretamente (servindo de fontes para analogias). Uma ecologia cognitiva nascente não pode ser trancafiada em pensamentos rígidos e por causa disso surgem dois pensamentos:
-O princípio da multiplicidade conectada, afirma que nenhuma tecnologia intelectual pode ser considerada unicamente em sua forma imutável. Isso quer dizer que cada tecnologia intelectual tem seu papel isolado, porém assume novos papéis em associação a outras tecnologias.
-O princípio de interpretação, afirma que cada ator pode reinterpretar o uso de uma tecnologia intelectual e dar a ela um novo sentido. Nesse caso o uso da técnica nunca é determinado na sua origem.
Como exemplo, Lévy cita o microprocessador que inicialmente foi desenvolvido para guiar mísseis, mas que nas mãos da Apple deu início ao computador pessoal. O computador não poderia ter sido deduzido a partir do microprocessador (foi necessário unir outras tecnologias intelectuais para conceituar o computador). Por sua vez, o microprocessador também não foi a causa do sucesso do computador (afinal microprocessadores já eram utilizados). Neste caso foi necessária implementar a programação e a interface com o usuário. Isso ilustra o princípio da multiplicidade conectada, já o princípio da interpretação, pode ser exemplificado como a distinção entre os projetos de Jobs e da IBM. Nesse caso atores sociais diferentes deram origem a significados diferentes à mesma técnica (a IBM trabalhava para o governo enquanto que a Apple para o público em geral). 
Outro ponto que merece destaque em ecologia cognitiva diz respeito as inovações técnicas que tornam possíveis o surgimento desta ou daquela forma cultural, sem valer a recíproca. Isso pode ser entendido de forma simples pensando que não haveria computadores sem microprocessadores, mas microprocessadores poderiam existir sem computadores (momento em que assumiriam outros fins).
Todas estas tecnologias intelectuais alteram a ecologia cognitiva e corrigem algumas fraquezas do ser humano, por exemplo, dando auxílio à memória através de sistemas de codificação. É comprovado o efeito dessas tecnologias na racionalidade. Mesmo estudantes de lógica se atrapalham ao resolver problemas lógicos quando é removida ajudas externas como lápis, papel ou comunicação. A explicação para isso diz que o cérebro busca modelos prontos na memória de longo prazo (obtidos através da experiência) ao invés de montar o problema na memória de trabalho (meio mais custoso).
Isso demonstra a enorme influência que as tecnologias intelectuais tem sobre nosso cérebro e abre novos caminhos. Essa racionalidade gera normas de raciocínio e processos de decisão fortemente ligados ao uso das tecnologia intelectuais. Se a lógica é baseada na escrita e não em uma maneira natural de pensar, faz sentido desenvolvermos trabalhos de inteligência artificial humana. Porém existem outras teorias como a da corrente conexionista que separam os sistemas cognitivos em percepção, imaginação e operação. Nesta teoria o problema que permanece abstrato permaneceria insolúvel. 
Para encerar vale ressaltar que os sistemas cognitivos são combinações sujeito/objeto (conforme já mencionado) devido à importância das tecnologias intelectuais. Pensar é uma coletivo no qual misturam-se homens e coisas. Mesmo as mais básicas como a escrita participam de forma fundamental no processo cognitivo. A fusão do objeto e do sujeito surge com a escrita na escola, onde as crianças aprendem a maioria das técnicas da inteligência em uso atualmente. Neste sentido as coisas tem papel na inteligência expandindo nossas capacidades intelectuais como se fossem extensões do cérebro. A impressão prolonga a visão, o rádio aumenta a potência dos ouvidos, etc.
Isso nos faz semi-independentes de uma rede cognitiva ao mesmo tempo pessoal e transpessoal. 